# Folklore: The Long Pond Studio Sessions
Folklore: The Long Pond Studio Sessions američki je dokumentarni koncertni film iz 2020. godinu koji je režirao i producirao američka kantautorica Taylor Swift. Objavljen je za Disney + 25. studenog 2020. U dokumentarnom filmu Swift izvodi svih 17 pjesama svog osmog studijskog albuma Folklore (2020.) u intimnom studiju za snimanje, dok s koproducentima razgovara o kreativnom procesu koji stoji iza pjesama. Aaron Dessner i Jack Antonoff. Swift je također objavila The 1989 World Tour Live (2015.), Taylor Swift: Reputation Stadium Tour (2018.) i Miss Americana (2020.).
Folklore: The Long Pond Studio Sessions pohvaljen je zbog svoje glazbe, intimnosti, vizualizacije i uvida u Folklore, a mnogi kritičari film su označili kao divnu nadopunu albuma. Dobio je ocjenu odobrenja od 100% na web mjestu za prikupljanje recenzija Rotten Tomatoes. Prateći premijeru filma, album uživo koji se sastoji od izdanja sa snimanja, pod nazivom Folklore: The Long Pond Studio Sessions (From Disney + Special), objavljen je za streaming usluge i digitalne platforme. Veći dio Swiftinog devetog studijskog albuma, Evermore, snimljeno je tijekom snimanja filma. 

## Sinopsis
U rujnu 2020. Swift i njezini koproducenti za njezin osmi studijski album, Dessner i Antonoff, okupili su se zajedno u Long Pond Studiju - zabačenoj, rustikalnoj kabini u saveznoj državi New York - kako bi prvi put u istoj sobi puštali cjeloviti album nakon što su se zasebno izolirali zbog trajne pandemije COVID-19. Rezultat je bio intimni dokumentarni film Folklore: The Long Pond Studio Sessions, gdje Swift izvodi jednostavnije izvedbe svih 17 pjesama, dok istovremeno kroz ugodne rasprave otkriva kreativni proces, priče i nadahnuća iza pjesama. [1]

## Uloge
- Taylor Swift, pjevačica and instrumentalista
- Aaron Dessner, instrumentalista
- Jack Antonoff, instrumentalista
- Justin Vernon, pjevač

## Album uživo
Folklore: The Long Pond Studio Sessions (From the Disney+ Special) (stylized as folklore: the long pond studio sessions (from the Disney+ special)) treći je album uživo američke kantautorice Taylor Swift. Sadrži jednostavnije verzije pjesama sa Swiftinog osmog studijskog albuma Folklore izvedenih u Folklore: The Long Pond Studio Sessions. Album je objavljen na streaming i digitalnim platformama 25. studenog 2020., zajedno s filmom. Sastoji se od dva diska: snimke uživo čine drugi disk, dok je originalni deluxe album prvi disk. 
| Disk 1: Folklore - Deluxe izdanje | Disk 1: Folklore - Deluxe izdanje | Disk 1: Folklore - Deluxe izdanje      | Disk 1: Folklore - Deluxe izdanje | Disk 1: Folklore - Deluxe izdanje | Disk 1: Folklore - Deluxe izdanje | Disk 1: Folklore - Deluxe izdanje | Disk 1: Folklore - Deluxe izdanje | Disk 1: Folklore - Deluxe izdanje | Disk 1: Folklore - Deluxe izdanje |
| Br.                               | Skladba                           | Tekstopisac                            | Producenti                        | Trajanje                          |                                   |                                   |                                   |                                   |                                   |
| --------------------------------- | --------------------------------- | -------------------------------------- | --------------------------------- | --------------------------------- | --------------------------------- | --------------------------------- | --------------------------------- | --------------------------------- | --------------------------------- |
| 1.                                | »The 1«                           | Taylor Swift ▪ Aaron Dessner           | Dessner                           | 3:30                              |                                   |                                   |                                   |                                   |                                   |
| 2.                                | »Cardigan«                        | Swift ▪ Dessner                        | Dessner                           | 3:59                              |                                   |                                   |                                   |                                   |                                   |
| 3.                                | »The Last Great American Dynasty« | Swift ▪ Dessner                        | Dessner                           | 3:51                              |                                   |                                   |                                   |                                   |                                   |
| 4.                                | »Exile« (featuring Bon Iver)      | Swift ▪ William Bowery ▪ Justin Vernon | Dessner                           | 4:45                              |                                   |                                   |                                   |                                   |                                   |
| 5.                                | »My Tears Ricochet«               | Swift                                  | Swift ▪ Antonoff                  | 4:15                              |                                   |                                   |                                   |                                   |                                   |
| 6.                                | »Mirrorball«                      | Swift ▪ Jack Antonoff                  | Swift ▪ Antonoff                  | 3:29                              |                                   |                                   |                                   |                                   |                                   |
| 7.                                | »Seven«                           | Swift ▪ Dessner                        | Dessner                           | 3:28                              |                                   |                                   |                                   |                                   |                                   |
| 8.                                | »August«                          | Swift ▪ Antonoff                       | Swift ▪ Antonoff                  | 4:21                              |                                   |                                   |                                   |                                   |                                   |
| 9.                                | »This Is Me Trying«               | Swift ▪ Antonoff                       | Swift ▪ Antonoff                  | 3:15                              |                                   |                                   |                                   |                                   |                                   |
| 10.                               | »Illicit Affairs«                 | Swift ▪ Antonoff                       | Swift ▪ Antonoff                  | 3:10                              |                                   |                                   |                                   |                                   |                                   |
| 11.                               | »Invisible String«                | Swift ▪ Dessner                        | Dessner                           | 4:12                              |                                   |                                   |                                   |                                   |                                   |
| 12.                               | »Mad Woman«                       | Swift ▪ Dessner                        | Dessner                           | 3:57                              |                                   |                                   |                                   |                                   |                                   |
| 13.                               | »Epiphany«                        | Swift ▪ Dessner                        | Dessner                           | 4:49                              |                                   |                                   |                                   |                                   |                                   |
| 14.                               | »Betty«                           | Swift ▪ Bowery                         | Dessner ▪ Swift ▪ Antonoff        | 4:54                              |                                   |                                   |                                   |                                   |                                   |
| 15.                               | »Peace«                           | Swift ▪ Dessner                        | Dessner                           | 3:54                              |                                   |                                   |                                   |                                   |                                   |
| 16.                               | »Hoax«                            | Swift ▪ Dessner                        | Dessner                           | 3:40                              |                                   |                                   |                                   |                                   |                                   |
| 17.                               | »The Lakes«                       | Swift ▪ Bowery                         | Swift ▪ Antonoff                  | 3:32                              |                                   |                                   |                                   |                                   |                                   |
| 66:58                             |                                   |                                        |                                   |                                   |                                   |                                   |                                   |                                   |                                   |

| Disk 2: Folklore: The Long Pond Studio Sessions (From The Disney+ Special) | Disk 2: Folklore: The Long Pond Studio Sessions (From The Disney+ Special) | Disk 2: Folklore: The Long Pond Studio Sessions (From The Disney+ Special) | Disk 2: Folklore: The Long Pond Studio Sessions (From The Disney+ Special) | Disk 2: Folklore: The Long Pond Studio Sessions (From The Disney+ Special) | Disk 2: Folklore: The Long Pond Studio Sessions (From The Disney+ Special) | Disk 2: Folklore: The Long Pond Studio Sessions (From The Disney+ Special) | Disk 2: Folklore: The Long Pond Studio Sessions (From The Disney+ Special) | Disk 2: Folklore: The Long Pond Studio Sessions (From The Disney+ Special) | Disk 2: Folklore: The Long Pond Studio Sessions (From The Disney+ Special) |
| Br.                                                                        | Skladba                                                                    | Tekstopisac                                                                | Trajanje                                                                   |                                                                            |                                                                            |                                                                            |                                                                            |                                                                            |                                                                            |
| -------------------------------------------------------------------------- | -------------------------------------------------------------------------- | -------------------------------------------------------------------------- | -------------------------------------------------------------------------- | -------------------------------------------------------------------------- | -------------------------------------------------------------------------- | -------------------------------------------------------------------------- | -------------------------------------------------------------------------- | -------------------------------------------------------------------------- | -------------------------------------------------------------------------- |
| 1.                                                                         | »The 1«                                                                    | Swift ▪ Dessner                                                            | 3:30                                                                       |                                                                            |                                                                            |                                                                            |                                                                            |                                                                            |                                                                            |
| 2.                                                                         | »Cardigan«                                                                 | Swift ▪ Dessner                                                            | 3:59                                                                       |                                                                            |                                                                            |                                                                            |                                                                            |                                                                            |                                                                            |
| 3.                                                                         | »The Last Great American Dynasty«                                          | Swift ▪ Dessner                                                            | 3:51                                                                       |                                                                            |                                                                            |                                                                            |                                                                            |                                                                            |                                                                            |
| 4.                                                                         | »Exile« (featuring Bon Iver)                                               | Swift ▪ Bowery ▪ Vernon                                                    | 4:45                                                                       |                                                                            |                                                                            |                                                                            |                                                                            |                                                                            |                                                                            |
| 5.                                                                         | »My Tears Ricochet«                                                        | Swift                                                                      | 4:15                                                                       |                                                                            |                                                                            |                                                                            |                                                                            |                                                                            |                                                                            |
| 6.                                                                         | »Mirrorball«                                                               | Swift ▪ Antonoff                                                           | 3:29                                                                       |                                                                            |                                                                            |                                                                            |                                                                            |                                                                            |                                                                            |
| 7.                                                                         | »Seven«                                                                    | Swift ▪ Dessner                                                            | 3:28                                                                       |                                                                            |                                                                            |                                                                            |                                                                            |                                                                            |                                                                            |
| 8.                                                                         | »August«                                                                   | Swift ▪ Antonoff                                                           | 4:21                                                                       |                                                                            |                                                                            |                                                                            |                                                                            |                                                                            |                                                                            |
| 9.                                                                         | »This Is Me Trying«                                                        | Swift ▪ Antonoff                                                           | 3:15                                                                       |                                                                            |                                                                            |                                                                            |                                                                            |                                                                            |                                                                            |
| 10.                                                                        | »Illicit Affairs«                                                          | Swift ▪ Antonoff                                                           | 3:10                                                                       |                                                                            |                                                                            |                                                                            |                                                                            |                                                                            |                                                                            |
| 11.                                                                        | »Invisible String«                                                         | Swift ▪ Dessner                                                            | 4:12                                                                       |                                                                            |                                                                            |                                                                            |                                                                            |                                                                            |                                                                            |
| 12.                                                                        | »Mad Woman«                                                                | Swift ▪ Dessner                                                            | 3:57                                                                       |                                                                            |                                                                            |                                                                            |                                                                            |                                                                            |                                                                            |
| 13.                                                                        | »Epiphany«                                                                 | Swift ▪ Dessner                                                            | 4:49                                                                       |                                                                            |                                                                            |                                                                            |                                                                            |                                                                            |                                                                            |
| 14.                                                                        | »Betty«                                                                    | Swift ▪ Bowery                                                             | 4:54                                                                       |                                                                            |                                                                            |                                                                            |                                                                            |                                                                            |                                                                            |
| 15.                                                                        | »Peace«                                                                    | Swift ▪ Dessner                                                            | 3:54                                                                       |                                                                            |                                                                            |                                                                            |                                                                            |                                                                            |                                                                            |
| 16.                                                                        | »Hoax«                                                                     | Swift ▪ Dessner                                                            | 3:40                                                                       |                                                                            |                                                                            |                                                                            |                                                                            |                                                                            |                                                                            |
| 17.                                                                        | »The Lakes«                                                                | Swift ▪ Bowery                                                             | 3:32                                                                       |                                                                            |                                                                            |                                                                            |                                                                            |                                                                            |                                                                            |
| 66:58                                                                      |                                                                            |                                                                            |                                                                            |                                                                            |                                                                            |                                                                            |                                                                            |                                                                            |                                                                            |